# Sūduva-Mantinga
Sūduva-Mantinga ist ein Basketballverein aus Marijampolė (45.000 Einwohner) in Litauen. Er spielte von 2006 bis 2010 in LKL, aber musste 2010 aus finanziellen Gründen die Teilnahme an der Liga beenden. Der Sponsor ist das Unternehmen UAB Mantinga.

## Geschichte
- 2006–2007 KK „Sūduva“
- 2007–2008 Marijampolės „Arvi-Sūduva“
- 2008–2012: Marijampolės „Sūduva“
- 2012-: Marijampolės „Sūduva-Mantinga“

## Erfolge

### LKL
- 2006–2007: 8. Platz
- 2007–2008: 10. Platz
- 2008–2009: 11. Platz
- 2009–2010: 10. Platz

## Spieler
- Aurimas Kieža
- Mantas Ruikis